# Voeltzkowia rubrocaudata
Voeltzkowia rubrocaudata е вид влечуго от семейство Сцинкови (Scincidae). Видът не е застрашен от изчезване.

## Разпространение и местообитание
Разпространен е в Мадагаскар.
Обитава гористи местности, крайбрежия и плажове.

## Описание
Популацията на вида е стабилна.